# Kościół ewangelicki w Zaborze
Kościół ewangelicki – dawna świątynia protestancka znajdująca się we wsi Zabór, w powiecie zielonogórskim, w województwie lubuskim.
Jest to budowla wzniesiona w latach 30 XX wieku na miejscu poprzedniego kościoła, który został zniszczony przez pożar. Świątynia ma interesującą wieżę zbudowaną w formie kopuły. Kościół został po II wojnie światowej rozszabrowany (został wywieziony dzwon i została wyłuskana posadzka), nigdy nie były w nim odprawiane nabożeństwa, urządzony został w niej magazyn. Obecnie w wyremontowanej i zaadaptowanej świątyni znajduje się sklep.